# اروین فن اشتاینباخ
 آروین وان اشتاینباخ (انگلیسی: Erwin von Steinbach؛ ۱۲۴۴ – ۱۷ ژانویهٔ ۱۳۱۸) یک معمار اهل آلمان بود.